# شلی لنینگ
شلی لنینگ (انگلیسی: Shalee Lehning؛ زادهٔ ۲۷ اکتبر ۱۹۸۶) بازیکن بسکتبال اهل ایالات متحده آمریکا است.
از باشگاه‌هایی که در آن بازی کرده‌است می‌توان به آتلانتا دریم اشاره کرد.